# Foz (Porto)

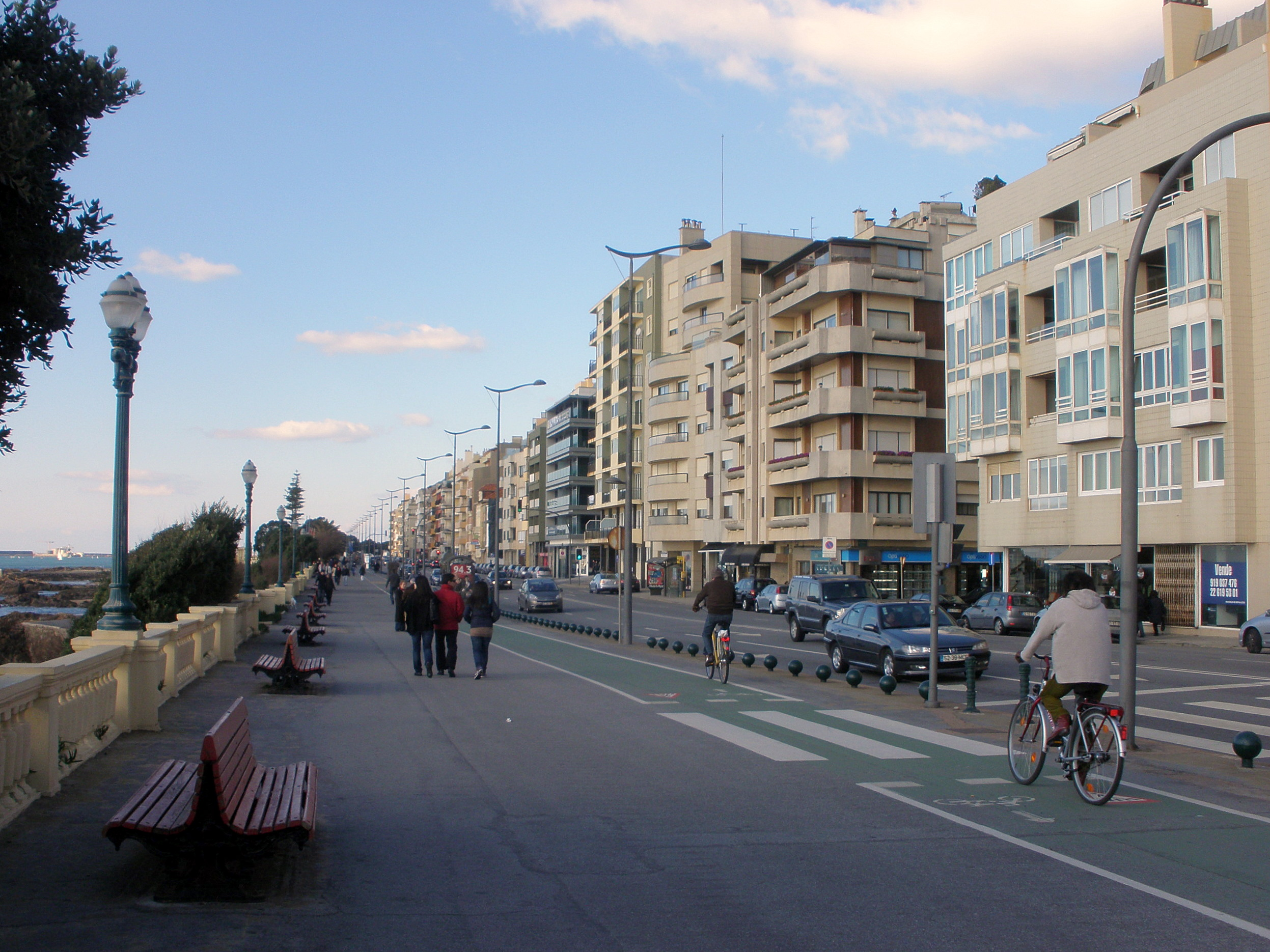
Avenida Brazil na Foz do Porto.

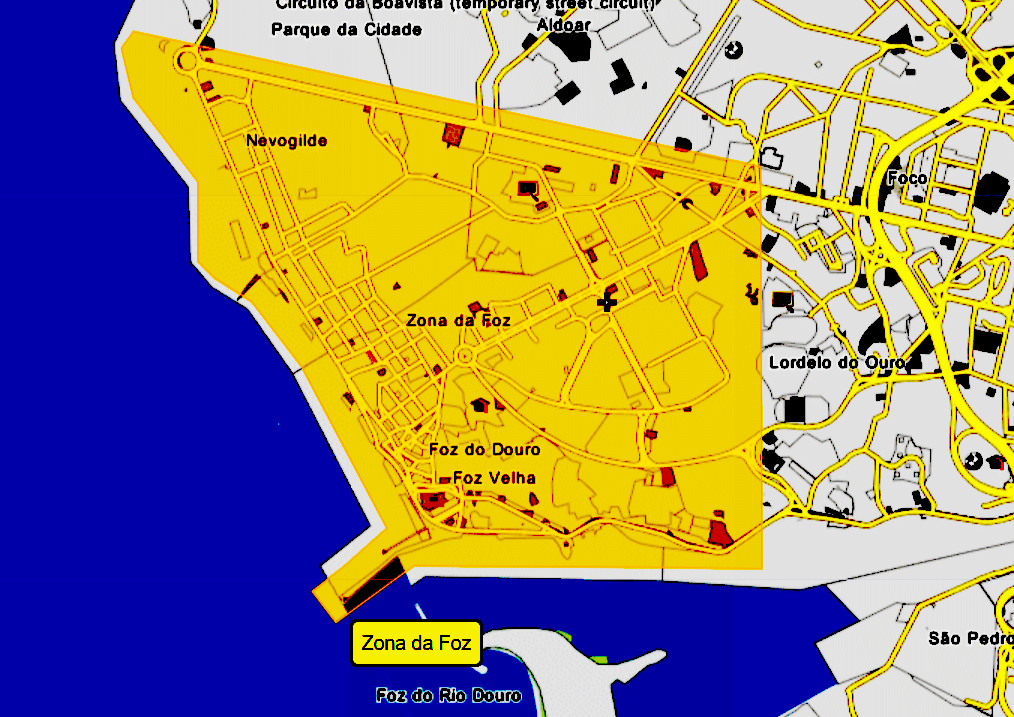
Zona da Foz

Foz é uma zona residencial na zona ocidental da cidade do Porto, em Portugal, que inclui as freguesias da Foz do Douro (Foz Velha) e Nevogilde (Foz Nova), e ainda partes pequenas de Lordelo do Ouro e Aldoar.